# 聖セシリア荘厳ミサ曲

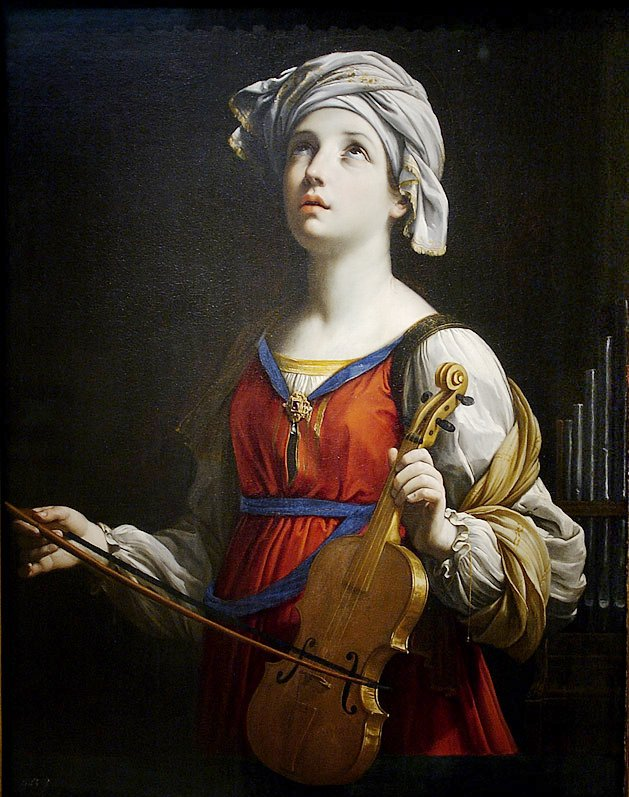
グイド・レーニによる聖セシリア

『聖セシリア荘厳ミサ曲』（せいセシリアそうごんミサきょく、フランス語:  Messe solennelle en l'honneur de Sainte Cécile ）は、フランスの作曲家シャルル・グノーが作曲したミサ曲である。『聖チェチーリア荘厳ミサ曲』とも表記される。聖セシリア の記念の日である1855年 11月22日にパリのサン・トゥスターシュ教会にて初演された。グノーの宗教曲としては『アヴェ・マリア』を別とすれば、もっともよく知られ、グノーの「宗教音楽家としての力量の変わらぬことを示す傑作とされ」ている。

## 概要

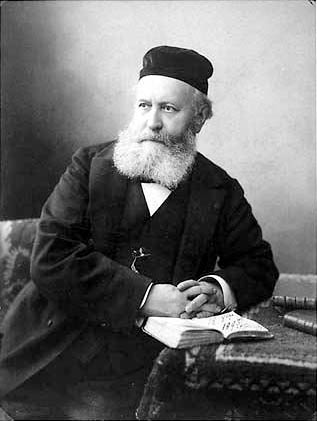
ナダールによる1887年のグノー

聖セシリアは、キリスト教（特にカトリック教会）において有名な聖人で、音楽家と盲人の守護聖人とされる。グノーはローマ留学中に有名な法学者アンリ・ラコルデールと偶然知り合い、グノーはラコルデールから宗教的感化を受け、宗教音楽に没頭するようになった。なお、グノーは本作の前年（1854年）にオペラ『血まみれの修道女』で失敗しており、これにめげずに本作に取り組んだ。グノーは音楽家協会の依頼によってこの曲を作曲した。本作は1846年以来書き溜めてきた内容を『荘厳ミサ曲』として1851年に発表し、ロンドンで演奏し、好評を博したものをさらに書き足して1855年に『聖セシリア荘厳ミサ曲』と命名し完成させたものである。本作は「宗教曲ながら相当にオペラ的に響く一曲だが、それは当時の宗教音楽の流行をつかんだがゆえのことであった」。グノーにとってはオペラと教会音楽の二つの分野が活躍の場であった。サン＝サーンスはこの曲を「19世紀後半のフランス音楽の代表作であると激賞している」。グノーは生涯に荘厳ミサ曲を4曲書いている。本作を最初として『サクレ・クール寺院のための荘厳ミサ曲』（1877年）、『復活祭のための荘厳ミサ曲』（1883年）、『荘厳ミサ曲第4番』（1881年）である。その他、グノーは合計16曲のミサ曲と種々のオラトリオも作曲している。しかし、相良憲昭は「本当の意味での典礼音楽で彼の真価を発揮しているのは『聖セシリア荘厳ミサ曲』であろう」と評している。サン＝サーンスは「グノーの宗教音楽は19世紀フランス音楽の至宝として、将来にわたって残ることになるだろう」と予言している。オーケストラはフランス音楽の巨大主義的伝統に違わず、比較的規模が大きい。編成は下記を参照。

## 編成
- 声楽: ソプラノ、テノール、バス、混声合唱
- 木管楽器:フルート2、ピッコロ、オーボエ2、クラリネット2、 ファゴット4
- 金管楽器:ホルン4、トランペット2、コルネット2、トロンボーン3
- 打楽器:ティンパニ、シンバル1、 大太鼓
- その他:弦五部、ハープ6、オルガン

6台のハープ、バスドラム、シンバルといった楽器の使用は当時のミサ曲では珍しい。また当時発明されて間もない珍しい楽器であるオクトバスを使用した曲としても知られる。オクトバスはベネディクトゥスとアニュス・デイにのみ使用され、原則としてコントラバスの1オクターブ下を演奏する。

## 楽曲構成

### キリエ
管弦楽の静かな導入に続き、合唱が優しく「主よ、憐れみたまえ」を歌い、独唱の3重唱が加わり、透明感のある音楽が流れる。この章は神の子としての人間のすべての情熱と信仰が語られる。

### グローリア
4つの曲に分かれている。第1部は合唱のハミングをバックにソプラノがグローリアを歌い、合唱がリピートする。第2部は合唱が「我ら主を褒め称え」と歌った後、これに応えて、独唱の3重唱が「主の大いなる栄光」を歌う。これらが繰り返されつつクライマックスが形成される。第3部は静まって、オーボエに先導されたバスが「ただ一人の御子であるイエス」と歌い、テノール、ソプラノの独唱に最後は合唱が加わって「ミゼレーレ」となる。第4部は第2部の歌唱が反復され、「あなただけが主」と歌われ、これが合唱に引き継がれる。

### クレド
この章ではグノーが自らの信仰告白を音楽のうえで見せ、徐々に増幅する構成の内に、不滅の神の偉大さを立証している。
冒頭部分は合唱による「われは唯一の神を信」が力強く歌われるが、音楽は静まり独唱の3重唱が「聖霊により、処女マリアにより肉体をうけて人となり」を厳粛に歌う。次に独唱の3重唱が「十字架にかけられ」と受難の苦しみを歌う。音楽は明るくなり、合唱のアルトが「聖書にありし如く3日目に復活された」と歌い、〈復活〉が目に見えるように語られて行く。曲は6声部に拡大され、「死者の蘇りと、未来の命を待ち奉る」と慎ましやかに歌われ、天上を思わす美しいハープの響きが声部を彩りながら曲を締めくくる。

### オッフェルトリウム
オーケストラのみによる抒情的な曲で、間奏曲のような存在となっている。これはミサの典礼にはない部分である。

### サンクトゥス
テノールのソロによって「聖なるかな」が歌われ、これに合唱が加わり、徐々に高揚していく。
この章は偉大な霊感の所産ともいうべきで、神の全能と創造の讃美にほかならない。曲が高潮したとき最後の審判のトロンボーンが響き渡って、輝かしいクライマックスを構成するのだが、これは「クレド」の最後を飾るハープと共に最も劇的な場面と言えよう。

### ベネディクトゥス
素朴で内証的な静けさに包まれたこの章は聖変化後の重々しい場面に相応しい。ソプラノ独唱で「主の御名のもとに来るものは祝福される」と歌うと6声部の合唱がコラール的にこれに呼応すると急にフォルテで「いと高きところまでホザンナ」と合唱して終わる。

### アニュス・デイ
短い前奏曲ではじまり、「世の罪を除きたもう神の子羊」と合唱された後、テノールがミサの典礼にはない「主よ私はあなたの宮のもとに入るには値しません」と信仰深く唱える。次に合唱とソプラノにより繰り返され、最後は「アーメン」と唱和して終わる。

### ドミネ･サルヴム
この章もミサの典礼にはない部分で、グノーが任意に加えた合唱曲である。合唱によって、「教会の祈り」、「軍の祈り」、「国家の祈り」が順に歌われてゆく。管楽器と打楽器が巧みに使われ、軍の描写に効果を上げている。
| 番号 | パート                         | インキピット                         | 速度表記                             | 調性     | 拍子        |
| ---- | ------------------------------ | ------------------------------------ | ------------------------------------ | -------- | ----------- |
| I    | キリエ Kyrie                   | 主よ、あわれみたまえ                 | モデラート、クワジ・アンダンティーノ | ト長調   | 4/4         |
| II   | グローリア Gloria              | 天のいと高きところには神に栄光       | ラルゲット                           | ニ長調   | 4/4         |
| III  | クレド Credo                   | われは唯一の神を信ず                 | モデラート・モルト・マエストーソ     | ハ長調   | common time |
| III  | クレド Credo                   | 人体を受け人となりたもう             | アダージョ                           | ハ長調   | common time |
| III  | クレド Credo                   | 聖書に従って3日目に復活された        | テンポ・プリモ                       | ハ長調   | common time |
| IV   | オッフェルトリウム Offertorium | 管弦楽曲による奉納唱                 | アダージョ・モルト                   | 変イ長調 | 4/5         |
| V    | サンクトゥス Sanctus           | 聖なるかな                           | アンダンテ                           | ヘ長調   | 9/8         |
| VI   | ベネディクトゥス Benedictus    | 主の御名のもとに来るものは祝福される | アダージョ                           | 変ロ長調 | 4/4         |
| Ⅶ    | アニュス・デイ Agnus Dei       | 世の罪を除きたもう神の子羊           | アンダンテ・モデラート               | ニ長調   | 12/8        |
| Ⅷ    | ドミネ･サルヴム Domine Salvum  | 主よ、我らの国家をお守りください     | ラルゴ                               | ト長調   | 4/4         |

## 演奏時間
約45分

## 主な録音
| 年   | 指揮者 オルガン                                             | 管弦楽団 合唱団                                                 | 独唱 ソプラノ テノール バス                                              | レーベル                 |
| ---- | ----------------------------------------------------------- | --------------------------------------------------------------- | ------------------------------------------------------------------------ | ------------------------ |
| 1963 | ジャン＝クロード・アルトマン アンリエット・ピュイグ＝ロジェ | パリ音楽院管弦楽団 ルネ・デュクロ合唱団                         | ピラール・ローレンガー ハインツ・ホッペ フランツ・クラス                 | CD: EMI ASIN: B00JBJWJIW |
| 1966 | イーゴリ・マルケヴィチ                                      | チェコ・フィルハーモニー管弦楽団 チェコ・フィルハーモニー合唱団 | イルムガルト・ゼーフリート ゲルハルト・シュトルツェ ヘルマン・ウーデ     | CD: DG ASIN: B000SSPL3U  |
| 1982 | ジョルジュ・プレートル ジャン＝ルイ・ジル                   | フランス放送フィルハーモニー管弦楽団 フランス放送合唱団         | バーバラ・ヘンドリックス ローレンス・デール ジャン＝フィリップ・ラフォン | CD: EMI ASIN: B000002RN5 |
| 2007 | マリス・ヤンソンス                                          | バイエルン放送交響楽団 バイエルン放送合唱団                     | リューバ・オルゴナソヴァ クリスチャン・エルスナー グスタフ・ベラチェク   | CD: DG ASIN: B005OT5NZO  |